# 异纹栉孔扇贝
，是莺蛤目海扇蛤科锦海扇蛤属的一种。主要分布于印度尼西亚、韩国、中国大陆、台湾，常栖息在潮间带至潮下带水深20米左右。